# さいたま市立高砂小学校
さいたま市立高砂小学校（さいたましりつ たかさごしょうがっこう）は、埼玉県さいたま市浦和区岸町四丁目にある公立小学校。さいたま市内最古の小学校として知られる。

## 規模
- 2019年度 - 児童数1004人30学級。
- 2021年度 ‐

また児童数があふれているため、もともとあった土俵を壊し、仮校舎を作りそこで生徒全員が校舎の中で勉強ができるように安定させた。

## 沿革
- 1871年（明治4年）[1]
  - 3月1日 - 浦和郷学校が玉蔵院に開校。
  - 9月 - 新校舎が建てられ、浦和下宿に移転。
- 1872年（明治5年）8月 - 学制発布により、北足立郡浦和第一番小学校と改称。
- 1877年（明治10年）6月 - 浦和小学校を埼玉県師範学校の附属小学校とて教育実習の途を開いた。これが埼玉県における附属小学校の起源となる。
- 1879年（明治12年）5月 - 師範学校が、稲荷丸（現在の埼玉県立浦和図書館、埼玉会館敷地内）に校舎を新築、続いて明治12年5月校内に附属小学校が新設され、浦和小学校の附属は廃止。
- 1882年（明治15年）4月 - 浦和小学校敷地内に、浦和、六辻、谷田、木崎、三室、片柳、土合、美谷本、笹目、芝、尾間木の1町10カ村の組合立北足立郡第一高等小学校が設立。
- 1907年（明治40年）4月 - 浦和尋常小学校と北足立郡第一高等小学校が、埼玉県女子師範学校代用附属となる。
- 1912年（明治45年）4月 - 高等小学校は、男子児童を男子附属に移し、女子児童のみとなった。
- 1919年（大正8年）
  - 3月31日 - 女子付属小学校の校舎が、別所（現在の附属中の場所）に新設され、代用を解除。
  - 4月11日 - 尋常小学校と高等小学校が統合され、北足立郡浦和尋常小学校として開校式を挙げた。
- 1925年（大正14年）4月 - 県庁裏門の下、旧兵林館印刷所（現在小峰医院のあるところ）の建物を改修して、分教場を設けた。
- 1927年（昭和2年）3月 - 現在の埼玉りそな銀行浦和営業部の地に校舎を新築して常盤町分教場とし、本校尋常科の児童の一部と兵林館分教場の児童全員をここに移転。
- 1928年（昭和3年）- 浦和第一尋常高等小学校の校歌制定。（作詞：八波則吉、作曲：草川信）[2]
- 1930年（昭和5年）4月1日 - 常盤分校が浦和尋常小学校として独立。
- 1932年（昭和7年）4月1日 - 谷田、木崎両村の浦和町への合併に伴い、浦和第一尋常高等小学校と改称し、木崎小学校と本太分校を第一尋常小学校の分校と決めた。
- 1933年（昭和8年）4月1日 - 本太分校が浦和第五尋常高等小学校として独立した。
- 1934年（昭和9年）2月11日 - 市制施行に伴い、校名を浦和市立第一尋常高等小学校に改称。
- 1941年（昭和16年）4月1日 - 国民学校令の施行に伴い、浦和第一国民学校に改称。
- 1947年（昭和22年）4月1日 - 学制改革に伴い、浦和市立高砂小学校に改称。
- 1953年（昭和28年）10月 - 岸町小学校が新設され、本校児童約700名が分離。
- 1955年（昭和30年）1月 - 大谷場小学校が新設され、本校児童約200名が分離。
- 1958年（昭和33年）- 高砂小学校の校歌制定。（作詞：土岐善麿、作曲：平井康三郎）[2]
- 1971年（昭和46年）4月 - 分教場として浦和市立教育研究所内に、言語学級を設置。
- 1972年（昭和47年）2月 - 開校百年記念祭を開催し、記念行事（音楽会、展覧会、資料展、記念式、記念碑除幕式、祝賀会）を開催。
- 1973年（昭和48年）4月 - 分教場内に難聴学級を新設。
- 1986年（昭和61年）3月 - 開校115年記念式典を挙行。記念行事として、115年記念誌発行と校訓石碑を建立。
- 1989年（平成元年）4月 - 「きこえとことばの教室」移転開放式を挙行。本校舎内に、難聴2学級と言語3学級の計5学級。
- 1995年（平成7年）10月 - 開校125周年を記念し、正門・塀の設備、航空写真撮影。
- 1996年（平成8年）5月 - 学校図書館に学校図書館司書が配置される。コンピュータルームを全面改装し、インターネットと接続する。
- 2001年（平成13年）5月1日 - 浦和市・大宮市・与野市が合併し、さいたま市が発足。さいたま市立高砂小学校に改称。
- 2021年（令和3年） - 開校150周年を迎え様々な祝福行事が行われる。

## 通学区域
- さいたま市浦和区・南区[3]
  - 岸町1 - 4丁目、高砂1丁目・2丁目（1番・6～8番・12～13番）、東高砂町、仲町1丁目、南本町1 - 2丁目、神明1丁目・2丁目（1～2番・8～11番・17～22番・23番＜11号を除く＞・24番16号・25番）

## 進学先中学校
- さいたま市立岸中学校[4]
- さいたま市立常盤中学校

## アクセス
- 東日本旅客鉄道（JR東日本）各線「浦和駅」西口より、
  - 西門（勇愛門）まで、ワシントンホテル東側の市道経由で、徒歩約450m・約7分。
  - 東門（敬愛門）まで、朝日生命浦和ビル前・エイペックスタワー浦和前経由で約400m・約6分。

## 周辺
- まあれ愛恵会浦和たいよう保育園 - 進学前保育園のひとつ。

## 出身者
- 市川哲夫（テレビプロデューサー）
- 五十嵐淳子（女優）
- 片山さつき（政治家）
- 石井敏郎（声優）
- 萩本欽一（コメディアン、4年まで在籍）
- 橋岡優輝（陸上選手）